# Wahlkreis Dresden 6 (seit 2024)
Der Wahlkreis Dresden 6 ist der Wahlkreis Nr. 45 bei den Wahlen zum Sächsischen Landtag. Er ist einer von acht Dresdner Wahlkreisen und umfasst den Stadtbezirk Altstadt ohne die Stadtteile Johannstadt-Nord und Johannstadt-Süd, den Stadtbezirk Pieschen ohne die Stadtteile Kaditz, Mickten und Trachau sowie den Stadtteil Strehlen.
Dieser Wahlkreis wurde im Zuge der Wahlkreisanpassung 2023 aus Teilen der bisherigen Wahlkreise Dresden 5 und Dresden 7 gebildet. Der vorherige Wahlkreis Dresden 6 wurde zugleich auf andere Wahlkreise aufgeteilt.

## Wahl 2024
Die Landtagswahl 2024 führte zu folgendem Ergebnis:
| Direktkandidat       | Partei              | Erststimmen in % | Zweitstimmen in % |
| -------------------- | ------------------- | ---------------- | ----------------- |
| Barbara Klepsch      | CDU                 | 31,5             | 26,1              |
| Heike Christa Winter | AfD                 | 21,1             | 17,8              |
| André Schollbach     | Die Linke           | 12,2             | 9,3               |
| Valentin Lippmann    | GRÜNE               | 18,6             | 14,7              |
| Stefan Engel         | SPD                 | 10,2             | 12,9              |
| Thomas Kunz          | FDP                 | 2,1              | 1,5               |
| Julia Förster        | Freie Wähler        | 2,6              | 1,0               |
| –                    | Die Partei          | –                | 1,8               |
| –                    | Piraten             | –                | 1,3               |
| –                    | ÖDP                 | –                | 0,2               |
| Birgitta Gründler    | BüSo                | 0,6              | 0,1               |
| –                    | Tierschutz hier!    | –                | 1,0               |
| –                    | dieBasis            | –                | 0,2               |
| –                    | Bündnis C           | –                | 0,1               |
| –                    | Bündnis Deutschland | –                | 0,3               |
| –                    | BSW                 | –                | 9,9               |
| Jörg Groß            | Freie Sachsen       | 1,0              | 1,3               |
| –                    | V-Partei3           | –                | 0,3               |
| –                    | WU                  | –                | 0,2               |